# Evropa 2
Evropa 2 ist ein privater Radiosender aus Tschechien. Der Schwerpunkt des Programms liegt bei aktueller Musik.

## Programm
Evropa 2 sendet täglich rund um die Uhr live aus Prag.
- 06:00–09:00 Uhr: Ranní show – Leoš Mareš, Patrik Hezucký, Lucie Šilhánová
- 09:00–12:00 Uhr: Afterparty – Pavel Cejnar
- 12:00–15:00 Uhr: MaXXimum muziky – Iva Vavřínová, Zorka Kepková
- 15:00–18:00 Uhr: Refresh – Libor Bouček
- 18:00–20:00 Uhr: Vyber si na maXXimum oder T-Music chart – Ondra Vodný
- 20:00–22:00 Uhr: Rebélie – Vladimír Tobi
- 22:00–04:00 Uhr: Dance Exxtravaganza – Michael Burian, DJ Neo, DJ Brian, Ladida

## Empfang
Evropa 2 sendet in Tschechien landesweit auf 37 UKW-Frequenzen. In Prag wird der Sender zusätzlich digital über DAB+ ausgestrahlt.
- 88,0	Teplice	           0,5	kW
- 88,1	Liberec	              1	kW
- 88,2	Prag	              5	kW
- 88,5	Uherský Brod	    0,2	kW
- 89,3	Prachatice	    0,1	kW
- 90,2	Hodonín	            0,1	kW
- 90,5	Sokolov	            0,2	kW
- 90,5	České Budějovice   1,59	kW
- 91,0	Mariánské Lázně	    0,1	kW
- 92,2	Plzeň	            0,2	kW
- 92,7	Děčín	            0,2	kW
- 92,9	Velké Meziříčí	    0,2	kW
- 93,8	Karlovy Vary	      1	kW
- 94,6	Blansko	            0,2	kW
- 94,9	Cheb	            0,1	kW
- 95,3	Strakonice	    0,1	kW
- 95,4	Frýdek-Místek	    0,2	kW
- 95,5	Zlín	            0,2	kW
- 95,8	Uherské Hradiště    0,2	kW
- 96,6	Vsetín	            0,2	kW
- 97,7	Ostrava	              1	kW
- 99,3	Jeseník	             10	kW
- 99,3	Špindlerův Mlýn	   0,05	kW
- 99,5	Pardubice	      1	kW
- 99,7	Velká Bíteš	    0,2	kW
- 101,3	Plzeň/Radeč	     10	kW
- 101,5	Žďár nad Sázavou    0,2	kW
- 102,5	Český Krumlov	    0,2	kW
- 104,2	Třinec	            0,1	kW
- 105,1	Jihlava	            0,2	kW
- 105,5	Votice	          93,33	kW
- 105,5	Brno/Hády	  1,584	kW
- 106,4	Vrchlabí	      1	kW
- 106,7	Znojmo	              1	kW
- 106,7	Třebíč	            0,1	kW
- 107,2	Ústí nad Labem 	      1 kW
- 107,8	Trutnov	            0,1	kW

In Niederösterreich und Wien ist Evropa 2 teils auf der Brünner Frequenz 105,5 zu hören, da in direkter Nähe zu dieser Frequenz kein Wiener Programm sendet.